# Nops
Nops là một chi nhện sống ở Nam Mỹ, Trung Mỹ, Caribe, nằm trong họ Caponiidae, do Alexander Macleay mô tả năm 1839. Caribe là tâm điểm đa dạng của chi này, và đa số loài sống trên đất liền cũng tập trung dọc bờ biển Caribe. Hầu hết loài Nam Mỹ chỉ sống tại vùng ven biển Brasil và Venezuela.

## Loài
Tính đến  tháng 4 năm 2019 Nops gồm 38 loài còn sinh tồn và một loài tuyệt chủng ghi nhận trong hổ phách:
- Nops agnarssoni Sánchez-Ruiz, Brescovit & Alayón, 2015 – Puerto Rico
- Nops alexenriquei Sánchez-Ruiz & Brescovit, 2018 – Brasil
- Nops amazonas Sánchez-Ruiz & Brescovit, 2018 – Brasil
- Nops anisitsi Strand, 1909 – Paraguay
- Nops bahia Sánchez-Ruiz & Brescovit, 2018 – Brasil
- Nops bellulus Chamberlin, 1916 – Peru
- Nops blandus (Bryant, 1942) – Quần đảo Virgin (thuộc Anh & Mỹ)
- Nops branicki (Taczanowski, 1874) – Guyane thuộc Pháp
- Nops campeche Sánchez-Ruiz & Brescovit, 2018 – México, Belize, Costa Rica
- Nops coccineus Simon, 1892 – Saint Vincent and the Grenadines (St. Vincent)
- Nops enae Sánchez-Ruiz, 2004 – Cuba
- Nops ernestoi Sánchez-Ruiz, 2005 – Hispaniola (Cộng hoà Dominica)
- Nops farhati Prosen, 1949 – Argentina
- Nops finisfurvus Sánchez-Ruiz, Brescovit & Alayón, 2015 – Quần đảo Virgin thuộc Anh, Puerto Rico (đảo Culebra)
- Nops flutillus Chickering, 1967 – Curaçao
- Nops gertschi Chickering, 1967 – Hispaniola (Cộng hoà Dominica)
- Nops glaucus Hasselt, 1887 – Antille thuộc Hà Lan (Bonaire)
- Nops guanabacoae MacLeay, 1839 (loài điển hình) – Cuba, Bahamas
- Nops hispaniola Sánchez-Ruiz, Brescovit & Alayón, 2015 – Hispaniola (Haiti, Cộng hoà Dominica)
- Nops ipojuca Sánchez-Ruiz & Brescovit, 2018 – Brasil
- Nops itapetinga Sánchez-Ruiz & Brescovit, 2018 – Brasil
- Nops jaragua Sánchez-Ruiz & Brescovit, 2018 – Cộng hoà Dominica
- Nops largus Chickering, 1967 – Panama
- Nops maculatus Simon, 1893 – Venezuela, Trinidad, Guyana
- Nops mathani Simon, 1893 – Brasil
- Nops meridionalis Keyserling, 1891 – Brasil
- Nops minas Sánchez-Ruiz & Brescovit, 2018 – Brasil
- Nops navassa Sánchez-Ruiz & Brescovit, 2018 – Đảo Navassa (Haiti hay USA)
- Nops nitidus Simon, 1907 – Brasil
- Nops pallidus Sánchez-Ruiz & Brescovit, 2018 – Cuba
- Nops pocone Sánchez-Ruiz & Brescovit, 2018 – Brasil
- Nops quito Dupérré, 2014 – Ecuador
- Nops siboney Sánchez-Ruiz, 2004 – Cuba
- Nops sublaevis Simon, 1893 – Venezuela
- Nops tico Sánchez-Ruiz & Brescovit, 2018 – Costa Rica, Panama
- Nops toballus Chickering, 1967 – Jamaica
- Nops ursumus Chickering, 1967 – Panama
- Nops variabilis Keyserling, 1877 – Colombia, Venezuela

## Image gallery

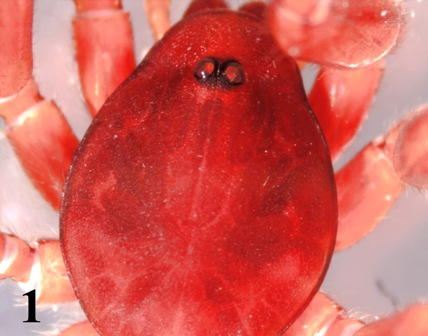
Nops craneae
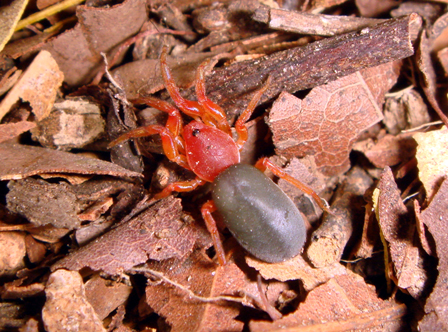
Nops enae Sánchez-Ruiz
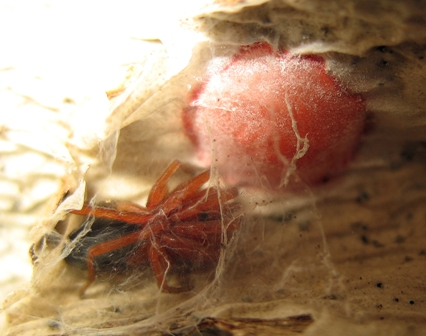
Nops guanabacoae MacLeay, con cái với bọc trứng
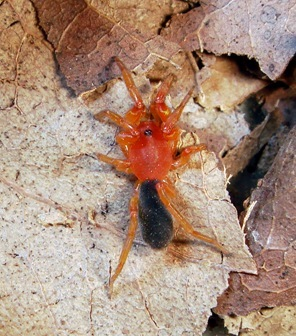
Nops guanabacoae MacLeay, con đực
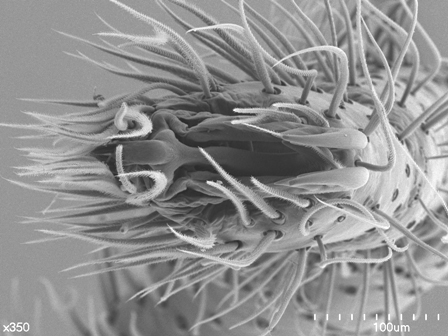
Nops guanabacoae MacLeay, vuốt trên chân I
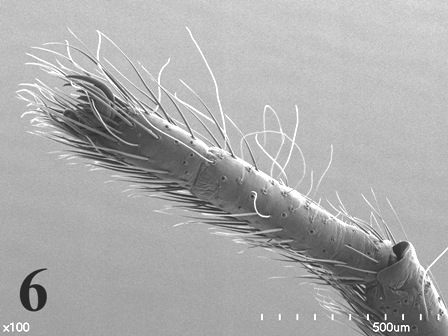
Nops guanabacoae MacLeay, đốt chân I
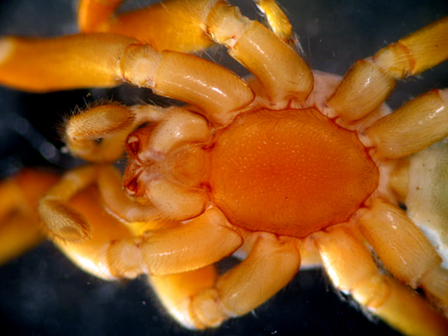
Nops siboney Sánchez-Ruiz, nhìn từ mặt bụng